# Izaäk van Deen
Izaäk (eller Isaak) Abrahamszoon van Deen (24. marts 1805 i Burg-Steinfurt i grevskabet Bentheim-1. november 1869) var en nederlandsk læge.
van Deen, der var søn af en danskfødt rabbiner, Abraham Isaaksen (der havde antaget tilnavnet van Deen for derved at betegne sin danske herkomst), blev 1824 dimitteret privat til Københavns Universitet og tog medicinsk
eksamen 1831. 1834 tog han doktorgraden i Leiden og praktiserede derefter i Zwolle, indtil han i 1851 blev professor i fysiologi i Groningen (1857 professor ordinarius) og her vandt anseelse som en udmærket lærer og ivrig videnskabsmand, der i øvrigt særligt dyrkede nervefysiologien.
Allerede som læge i Zwolle udfoldede han en betydelig videnskabelig og litterær virksomhed, til dels i samvirke med de to senere første rangs celebriteter Donders og Moleschott. Med Danmark vedblev han bestandig at stå i forbindelse, var korresponderende medlem af det medicinske selskab i København og gav jævnlig videnskabelige meddelelser i de danske medicinske tidsskrifter. Også var hans hustru en dansk dame, Gusta, født Melchior, datter af grosserer Gerson Moses Melchior i København og søster til øjenlægen, professor Nathan Gerson Melchior.